# Jürgen Werner (calciatore 1935)
Jürgen Werner (15 luglio 1925 – 28 maggio 2002) è stato un calciatore tedesco, di ruolo centrocampista.